# Setembrino de Carvalho
Fernando Setembrino de Carvalho GCA (Uruguayana, 13 de septiembre de 1861 - Río de Janeiro, 24 de mayo de 1947) fue un militar brasileño. Alcalzó el grado de mariscal del Ejército Brasileño y ocupó el cargo de Ministro de Guerra durante el gobierno de Artur Bernardes.

## Biografía
Nació el 13 de septiembre de 1861 en Uruguayana, Río Grande del Sur. A los dieciséis años ingresó en el 12º Batallón de Infantería en Porto Alegre y poco después solicitó matrícula en la Escuela Militar de Rio Grande del Sur, completando el curso de artillería en enero de 1882. El 5 de septiembre de ese año fue declarado Teniente 2º y destinado al 2º Batallón de Artillería a Pie. En 1884, completó el curso de Estado Mayor de Primera Clase y el de ingeniería militar, obteniendo la licenciatura en matemáticas y ciencias físicas. Fue entonces enrolado en el 1º Regimiento de Artillería a Caballo, en São Gabriel.
Trabajó como ingeniero construyendo cuarteles y fortificaciones en Rio Grande do Sul. Trasladado a Uruguaiana, prestaba allí sus servicios cuando se proclamó la República. Desde 1885 se unió a la causa republicana sin cambiar su leal comportamiento militar. Fue diputado en la asamblea constituyente del estado de Rio Grande do Sul en 1891.
Con el estallido de la Revolución Federalista, comandó el Batallón de Infantería "Defensores de la República", integrante de la "División del Oeste", organizada para defender Uruguayana de las tropas federalistas. Nombrado en el 2º Batallón de Ingenieros, en marzo de 1906, impulsó la iniciativa de construir el ferrocarril estratégico Porto Alegre - Uruguaiana, de gran importancia para la economía de Rio Grande do Sul. Fue ascendido a teniente coronel en abril de 1906 y asumió el mando del 2º Batallón de Ingenieros, pasando a la construcción del ramal ferroviario Cruz Alta - Ijuí en julio de 1907. En 1908 asumió la construcción de la línea telegráfica São Vicente - Santiago do Boqueirão.
En 1910 fue invitado por el mariscal Hermes da Fonseca, entonces candidato a la presidencia de la república, a dirigir el Gabinete del Ministro de la Guerra. Ascendido a coronel en el mismo mes, fue retenido por el nuevo ministro, General Vespasiano Gonçalves de Albuquerque e Silva, el 30 de marzo de 1912. Nombrado interventor en Ceará tras la victoria de la Sedición de Juazeiro cargo que ocupó del 15 de marzo al 24 de junio de 1914. En abril de ese año, fue ascendido a general de brigada. Al dejar el cargo, regresó a Río de Janeiro.

Con Artur Bernardes y otros Ministros de Estado (fotografía en custodia del Arquivo Nacional).

Cuando llegó a la capital, fue comisionado por el ministro de Guerra para ocuparse de la pacificación de los combates en Palmas (levantamiento del Contestado), que se venían produciendo desde 1840 liderados por José Maria de Agostinho, el "Monje". Entre 1912 y 1914, se habían enviado seis expediciones con tropas del ejército. Todas fracasaron. Para cumplir esta misión, del 12 de septiembre de 1914 al 9 de marzo de 1915, comandó la 5ª División del Ejército en Curitiba. A continuación, asumió el mando del 2º Distrito Militar, creado por el Aviso del Ministro de Guerra nº 652, de 28 de abril de 1915, para pacificar los estados de Paraná y Santa Catarina. Gracias a su destreza y ejemplar actuación, los rebeldes fueron completamente derrotados en diciembre de 1915.
Ascendido a General de División en enero de 1918, fue destinado al mando de la 2ª División del Ejército en Niterói. El 1 de julio de 1922, fue nombrado Jefe del Estado Maior do Exército por el presidente Epitácio Pessoa, cargo que ocupó del 7 de julio al 14 de noviembre de 1922. En la sublevación de los Fuertes de Copacabana y Vigía, fue llamada la Escola Militar y algunas tropas de la Villa Militar. Se dirigió a Realengo, encontrando la Escuela Militar ya bajo control. Instaló un cuartel general de operaciones en Deodoro, desde donde comandó la represión. El movimiento terminó con el episodio de la Avenida Atlântica que involucró a los 18 del Fuerte.
En noviembre de 1922, Arthur Bernardes, investido Presidente de la República, lo nombró Ministro de Guerra. En 1923, estalló un nuevo conflicto armado en Rio Grande do Sul, la Revolución de 1923. Tras fracasar el intento de armisticio y agravarse el conflicto en todo el estado, Bernardes decidió poner al general Setembrino al frente de la misión. Al llegar a Porto Alegre, Setembrino promovió un entendimiento entre las partes en conflicto, obteniendo un armisticio con la Paz de Pedras Altas, en el balneario de Assis Brasil, el 14 de diciembre.

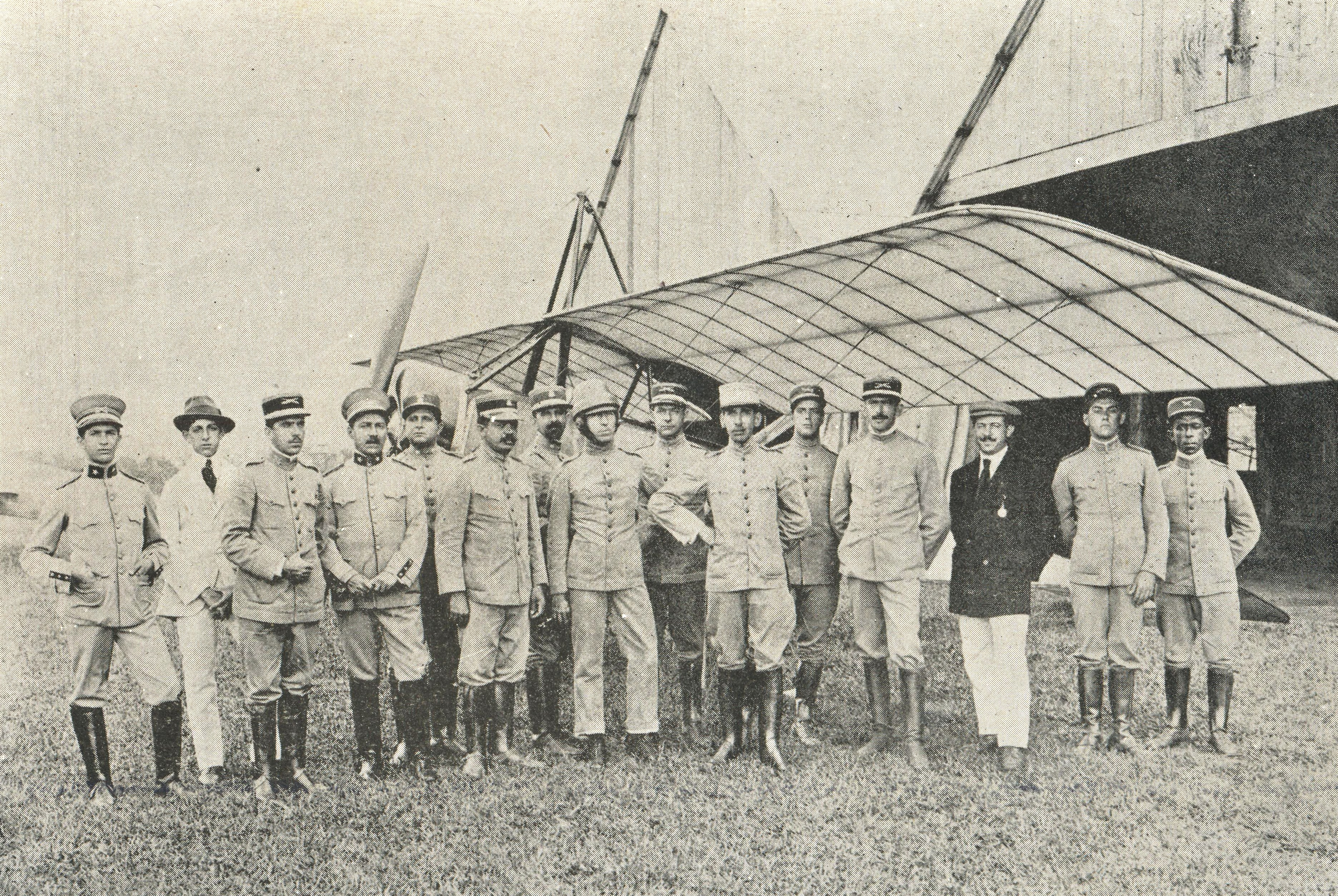
Oficiales del Ejército Brasileño, entre ellos el General Setembrino de Carvalho (en el centro, con una mano en la cintura) y el Teniente Ricardo Kirk (con casco de aviador), en Porto União, región del Contestado

El 10 de junio de 1924 fue condecorado con la Gran Cruz de la Orden Militar de Avis de la Portugal.
Ascendido a Mariscal en abril de 1924, se enfrentó a un nuevo movimiento, la Revuelta Paulista iniciada el 5 de julio con brotes en São Paulo, Amazonas y Sergipe. Se enfrentó a los insurgentes, comandados por el general Isidoro Dias Lopes pidiéndoles en dos manifiestos que se rindieran y absolviéndolos de culpa. 
El Mariscal Setembrino se retiró de la vida pública en 1926. Siguió viviendo en Río de Janeiro, entonces capital de Brasil, y murió el 24 de mayo de 1947, a la edad de 85 años. Por su comportamiento pacificador, se le conoce como el Caxias del siglo XX.